# Peter Antonie
Pour les articles homonymes, voir Antonie.
Peter Antonie, né le 11 mai 1958 à Melbourne, est un rameur en aviron australien. Il a remporté la médaille d'or en deux de couple aux Jeux de Barcelone en 1992 avec son compatriote Stephen Hawkins.

## Palmarès
- Champion du Commonwealth en skiff aux Jeux du Commonwealth de 1986 à Édimbourg (Écosse)
- Champion olympique en deux de couple aux Jeux olympiques d'été de 1992 à Barcelone (Espagne)